# Artur Płokszto
Artur Płokszto, lit. Artur Plokšto (ur. 16 lipca 1961 w Wilnie) – litewski polityk i fizyk polskiego pochodzenia, w latach 1992–2004 poseł na Sejm Republiki Litewskiej, sekretarz Ministerstwa Obrony Narodowej.

## Życiorys
W 1984 ukończył studia na wydziale fizyki Uniwersytetu Wileńskiego, gdzie następnie (do 1989) pracował jako inżynier. W latach 1989–1992 zajmował stanowisko redaktora wileńskiej „Naszej Gazety”.
W 1992 został wybrany do Sejmu z ramienia Związku Polaków na Litwie. W 1996 odnowił mandat z listy Litewskiej Demokratycznej Partii Pracy, a cztery lata później jako kandydat tworzonej przez postkomunistów koalicji socjaldemokratycznej Algirdasa Brazauskasa. Od 2001 związany z Litewską Partią Socjaldemokratyczną.
Od maja do lipca 2004 był eurodeputowanym w Parlamencie Europejskim V kadencji. W tym samym roku bezskutecznie ubiegał się o reelekcję w wyborach krajowych.
W sierpniu 2007 został mianowany sekretarzem Ministerstwa Obrony Narodowej w rządzie Gediminasa Kirkilasa.

## Odznaczenia
- Krzyż Komandorski Orderu „Za Zasługi dla Litwy” (2004)[2]
- Krzyż Kawalerski Orderu Zasługi Rzeczypospolitej Polskiej (1997)[3].